# Bahnhof Lietzow (Rügen)
Der Bahnhof Lietzow (Rügen) ist der Bahnhof der Gemeinde Lietzow im Landkreis Vorpommern-Rügen. 1891 ging er zunächst als Haltepunkt an der Bahnstrecke Stralsund–Sassnitz in Betrieb und wurde später zum Bahnhof. In Lietzow zweigt seit 1939 eine Strecke nach Binz ab. 2009/10 wurde die Betriebsstelle umfangreich um- und zurückgebaut.

## Lage
Der Lietzower Bahnhof befindet sich südlich des Ortes unmittelbar am Kleinen Jasmunder Bodden. Angrenzende Straße sind Am Bahnhof und Spitzer Ort. Der nächste Bahnhof in Richtung Westen ist der etwa neun Kilometer Luftlinie entfernte Bahnhof Bergen. In Richtung Osten ist der Bahnhof Prora etwa sechs Kilometer entfernt, der Bahnhof Sagard sieben Kilometer.

## Geschichte
Mit der Fertigstellung des Streckenabschnitts Bergen–Sassnitz wurde in Lietzow zunächst ein einfacher Haltepunkt errichtet. Für die Reisenden war lediglich ein Bahnsteig und ein kleines Empfangsgebäude vorgesehen. Einige Monate später wurde die Betriebsstelle zu einem Bahnhof ausgebaut. Auch ein weiteres Bahnsteiggleis wurde ergänzt. Hinzu kamen nun eine Güterabfertigung und ein Ladegleis. Am 1. November 1891 wurde der Güterverkehr offiziell eröffnet.
1939 ging der Abschnitt zwischen Lietzow und Binz, an der das Seebad Prora errichtet werden sollte, in Betrieb. Die Strecke zwischen Bergen und Lietzow wurde zweigleisig ausgebaut und die Bahnanlagen in Lietzow wurden erweitert. Dafür wurden auch Bereiche des Kleinen Jasmunder Boddens aufgeschüttet. Ein neuer Bahnsteig, eine 370 m lange Ladestraße, drei Stellwerke und ein neuer Schrankenposten wurden erbaut.
Damals war kurzzeitig ein Hafen im Großen Jasmunder Bodden geplant. Dies hätte dem Bahnhof noch eine größere Bedeutung zukommen lassen. Zur Umsetzung dieses Projektes kam es jedoch nie.
Die Strecke zwischen Lietzow und Binz wurde nach dem Zweiten Weltkrieg zunächst demontiert. Doch 1952 wurde die Strecke nach Wiederaufbau schon wieder in Betrieb genommen. Das Wärterstellwerk Low wurde nun zum Befehlsstellwerk B2. Die neue Bezeichnung Lietzow (Rügen) erhielt der Bahnhof im Jahre 1957. Um höheren Belastungen gerecht zu werden, gab es Mitte der 1960er Jahre Umbaupläne, die allerdings nicht umgesetzt wurden. Mit der Ausweitung des Fährverkehrs zwischen Sassnitz und Trelleborg wurden die Pläne wieder ins Auge gefasst. Im Fährbahnhof Sassnitz war nicht genug Platz für die Zugbildung. Aus diesem Grund suchte die Reichsbahndirektion Greifswald dafür einen anderen geeigneten Bahnhof. Es wurden Bergen und Lietzow in Erwägung gezogen, die Entscheidung fiel auf Lietzow. Die damals geplante Umstellung der Signaltechnik auf Lichtsignale wurde erst mit der Elektrifizierung im Jahre 1989 verwirklicht. 1969 wurde bei Oberbauarbeiten das Ladegleis entfernt. 1971 folgte ein weiterer Umbau. Jedoch waren die Bahnanlagen in Lietzow auch begrenzt, so dass eine exakte Planung notwendig war, welche und wie viele Züge gebildet werden konnten.
Nach der Wende wurde auf Hl-Signale umgestellt. Der Güterverkehr nahm nach 1990 rapide ab. Viele Gleisanlagen blieben ungenutzt. 2009 wurden viele Anlagen zurückgebaut. Fast alle Nebengleise wurden entfernt und das Quertragwerk der Oberleitung wurde den neuen Gegebenheiten angepasst. 2010 wurde die Betriebsstelle so umgebaut, dass die äußeren Bahnsteiggleise entfielen und es heute nur noch zwei Haupt- und Nebengleise gibt. Ein neuer Mittelbahnsteig wurde errichtet. Personal zur Reisendensicherung ist seitdem nicht mehr notwendig, der Reisendenübergang wird technisch gesichert. Einige Monate später blieb noch eine Fahrleitungsanlage stehen, die dann auch schnell entfernt wurde. Die Signaltechnik wurde auf Ks-Signale umgestellt und im alten Stellwerksgebäude wurde das neue elektronische Stellwerk eingerichtet. Außer dem Fahrdienstleiter wurden alle Eisenbahner im Jahre 2011 abgezogen.

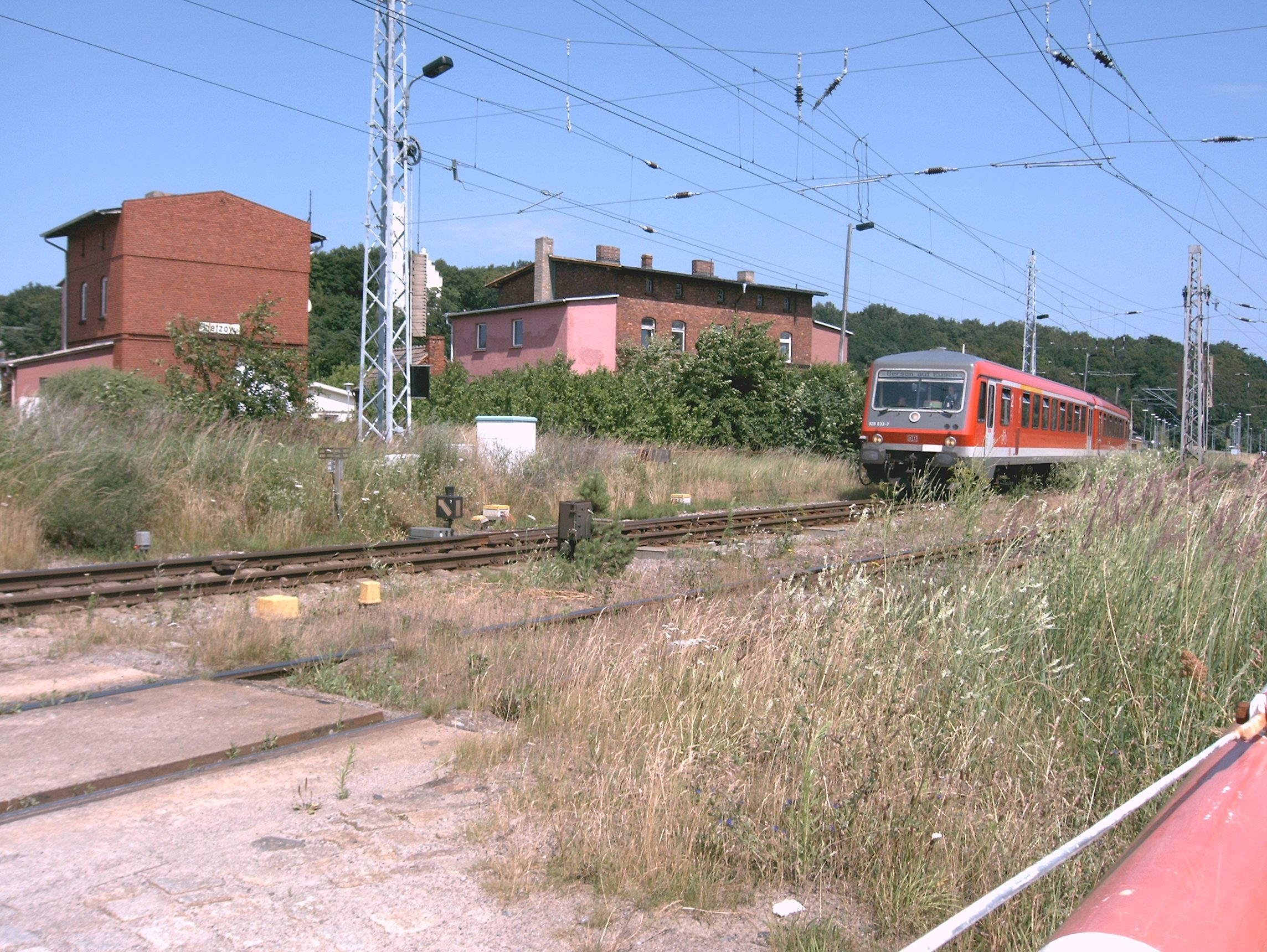
Bahnübergang (2006)

## Anlagen

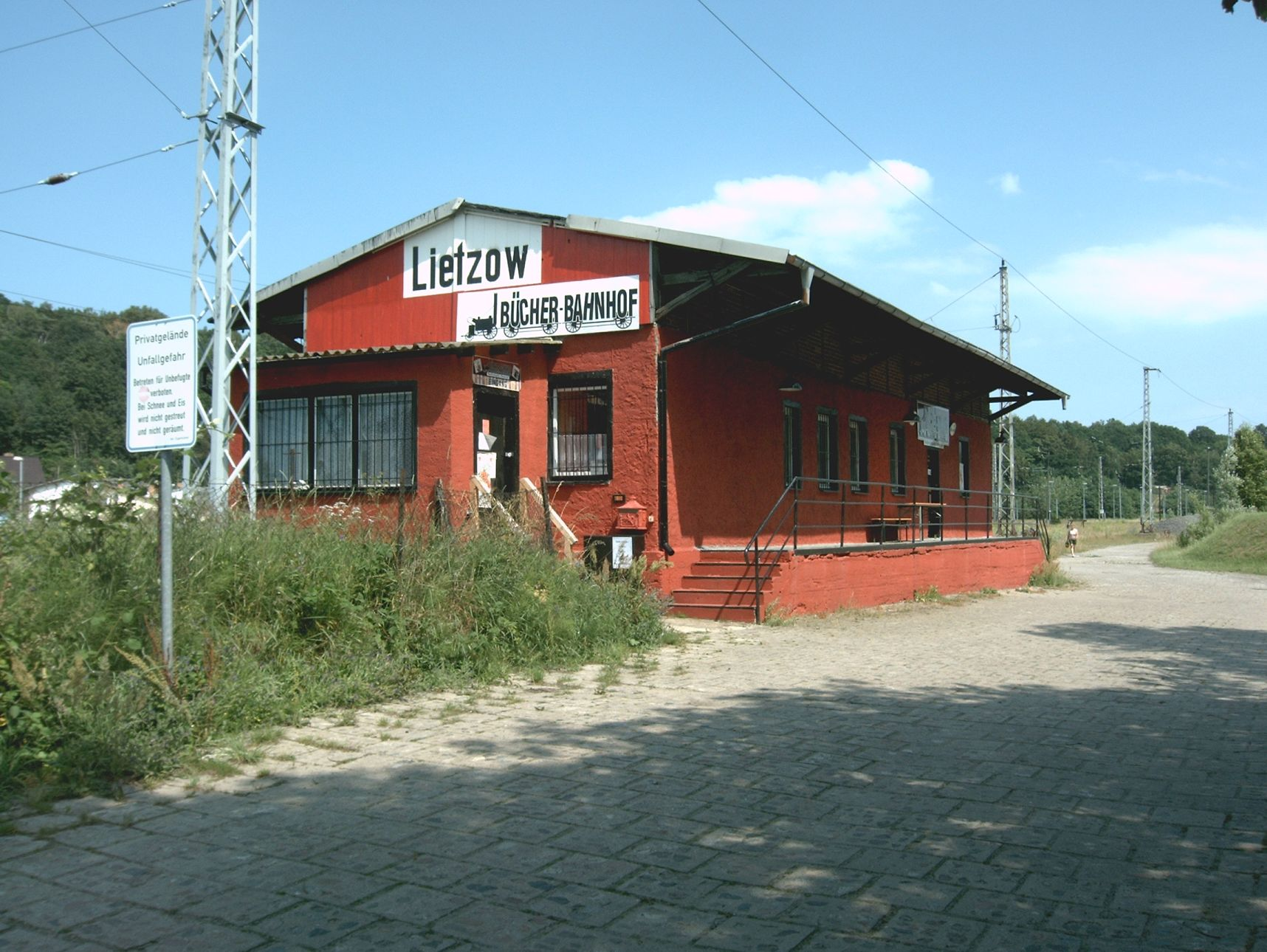
Ehemaliger Güterschuppen

### Bahnsteige und Gleise
Vor dem Umbau hatte der Bahnhof Lietzow drei Bahnsteiggleise. Die Nummern dieser Gleise waren 4, 20 und 22. Das Gleis 22 befand sich vor dem Empfangsgebäude. Hier fuhren hauptsächlich die Züge nach Binz. Ausfahrten nach Sassnitz und Bergen waren ebenso möglich. Der Bahnsteig an dem Gleis war 220 Meter lang. Auf Gleis 20 fuhren die Personenzüge nach Stralsund. Für Ausfahrten nach Binz und Sassnitz konnte es auch genutzt werden. Für den Lokumlauf der Binzer Personenzüge wurde es auch genutzt. 300 Meter war der Bahnsteig lang. Gleis 4 war ebenso 300 Meter lang. Es wurde für Ausfahrten in alle Richtungen und Zugdurchfahrten genutzt.
Neben den Bahnsteiggleisen existierten in Lietzow noch andere Gleisanlagen. Gleis 2 war ein durchgehendes Hauptgleis, wo Fahrten in alle Richtungen stattfanden. Gleis 1 war ein Kreuzungs- und Überholgleis. Die Gleise 5, 7, 9, 11 und 13 waren Abstellgleise. Zugleich war das dreizehnte Gleis auch Ladegleis und hatte eine Länge von 670 Metern. An der Ausfahrt in Richtung Bergen lag Gleis 17, an dem meist eine Schiebelok abgestellt war. In Richtung Binz lag das Ausziehgleis 15. Dieses endete am Saiser Bach.

### Empfangsgebäude
Das Empfangsgebäude steht heute leer. Durch einen brennenden Müllcontainer wurde es einmal beschädigt.
Neben dem Gebäude stand auf dem ehemaligen Ladegleis ein Triebwagen, der als Ferienwohnung genutzt wurde. Nachdem das Gleis entfernt wurde, wurde er auf einem Gleisjoch in der Nähe des Güterschuppens abgestellt. 1992 wurde der Triebwagen verschrottet.

### Sicherungstechnik
Aufgrund der Lage war der Lietzower Bahnhof in drei Fahrwegprüfbezirke eingeteilt. Fahrdienstleiter, Weichenwärter und Schrankenposten bildeten jeweils einen Prüfbezirk. Über das Schließen eines Schlüssels mussten Weichen- und Schrankenwärter dem Fahrdienstleiter das Freisein ihres jeweiligen Bezirkes mitteilen. Bis nach 1990 war der Bahnhof mit über Drahtzüge gestellten Formsignalen und Weichen ausgestattet, die vom mechanischen Stellwerk B2 an der östlichen Ausfahrt bedient wurden. Später erhielt Lietzow Lichtsignale in Form von Hl-Signalen.
Seit den Umbaumaßnahmen in den Jahren 2009/10 werden die Signalanlagen einschließlich der Weichen durch ein elektronisches Stellwerk gestellt. Die Signale sind seitdem Ks-Signale. Der westliche Bahnübergang wurde durch eine mechanische Vollschranke gesichert. Seit dem Umbau ist diese rechnergesteuert. Seit November 2024 wird Lietzow aus Bergen ferngesteuert.

## Rangierbetrieb
Lietzow hatte keine dort stationierte Rangierlok, aber einen Rangierer vor Ort. Für die Rangierarbeiten wurden Lokomotiven von anderen Bahnhöfen geholt.

## Anbindung
Der Regional-Express RE9, auch Hanse-Express genannt, bedient Lietzow aus Richtung Stralsund und Bergen im Stundentakt, alle zwei Stunden kommen die Züge bereits von Rostock. Die Züge fahren abwechselnd nach Sassnitz und Binz weiter, zum jeweils anderen Ziel fahren Anschlusszüge ab Lietzow.